# Lido di Savio
Lido di Savio (anche Lido del Savio) è una frazione del comune di Ravenna, località balneare della riviera romagnola. 

## Storia
L'abitato si sviluppa a partire dagli anni cinquanta del '900 lungo il litorale a sud della foce del fiume Savio, da cui la frazione prende nome.
Negli anni cinquanta e sessanta del XX secolo era informalmente indicata dai turisti come "Bologna Mare"  mentre, in alcuni documenti cartografici dell'epoca, compare anche la dicitura "Bologna Marittima". Il recente recupero forzato dell'obsoleto toponimo "Bologna Mare" in cartelli di tipo turistico (segnaletica su sfondo marrone) ha generato tuttavia malumori e diverse contestazioni nella popolazione. 

## Geografia fisica
La località si affaccia sull'Alto Adriatico. Il litorale è costituito da sabbia molto fine, fondale basso, protetto da scogliere artificiali. A nord la foce del fiume divide la località da Lido di Classe mentre a sud il canale Cupa la separa dall'attigua Milano Marittima.
La frazione dista 20 km da Ravenna. La stazione di Lido di Classe-Lido di Savio si trova a circa 4 km dal paese. Due strade principali la attraversano: viale Romagna e via Lord Byron. La prima, a senso unico con direzione Lido di Classe, attraversa il centro ed è affiancata da una pista ciclabile che percorre tutta la località. La seconda, arteria principale della frazione, la collega a Lido di Classe e alla vicina Milano Marittima.

## Economia
L'economia si basa sul turismo balneare estivo grazie alla notevole offerta di alberghi, appartamenti, campeggi, ristoranti, locali di svago e stabilimenti balneari. Sorge accanto alla più vivace e famosa Milano Marittima, nelle vicinanze della città di Cervia, e prossima ai parchi divertimento Mirabilandia e Safari Ravenna.